# The Tender Years
Pour plus de détails, voir Fiche technique et Distribution.
The Tender Years est un film américain réalisé par Harold D. Schuster, sorti en 1948.

## Fiche technique
- Titre : The Tender Years
- Titre original : The Tender Years
- Réalisation : Harold D. Schuster
- Scénario : Arnold Belgard, Abem Finkel, Jack Jungmeyer
- Production : Edward L. Alperson (en)
- Société de production : Alson Productions
- Photographie : Henry Freulich
- Musique originale : Edward Kilenyi
- Direction musicale : Edward Kilenyi
- Direction artistique : Arthur Lonergan (en)
- Décorateur de plateau : Robert Priestley
- Montage : Richard W. Farrell
- Son :
- Costumes :
- Langue : Anglais
- Pays de production :  États-Unis
- Format : Noir et blanc - Son : Mono (Western Electric Recording)
- Genre : Film dramatique
- Durée : 81 minutes
- Date de sortie : 
  - États-Unis : 3 janvier 1948

## Distribution
- Joe E. Brown : Révérend Will Norris
- Richard Lyon : Ted Norris
- Noreen Nash : Linda
- Charles Drake : Bob Wilson
- Josephine Hutchinson : Emily Norris
- James Millican : Kit Barton
- Griff Barnett : Sén. Cooper
- Jeanne Gail : Jeanie
- Harry Cheshire : Shérif Fred Ackley
- Blayney Lewis : Frank Barton
- Jimmie Dodd : Spike